# Пал Абрахам
Пал Абрахам (мађ. Ábrahám Pál; Апатин, 2. новембар 1892 — Хамбург, 6. мај 1960) је био пијаниста, композитор, диригент, родом из Апатина у данашњој Србији. Светску славу стекао је компоновањем оперета. Написао је 13 оперета и мјузикала. Његове најпознатије оперете су „Викторија и њен хусар“ (1930), „Цвет Хаваја“ (1931) и „Бал у Савоју“ (1932) које су екранизоване. Написао је музику за више од 30 филмова.

## Биографија
Пал Абрахам родио се 2. новембра 1892. у Апатину која је тад била у саставу Аустроугарске. У Апатину су постојале читаве породице које су се бавиле музицирањем. Већ крајем 19. века Апатин је имао и свој симфонијски, камерни оркестар, музичку школу и значајне музичаре.
Пал Абрахам је био син богатог јеврејског трговца (или директор банке). Први додир са музиком је имао у тадашњем апатинском хору и оркестру. Тамошњи кантор га је упутио на даље школовање у Будимпешту.
Од 1910. до 1916. студирао је у музичкој академији Будимпеште, где се изузетно музички развио и постигао светску славу. За време Првог светског рата је био мобилисан у аустроугарској војсци и као војник се борио на Источном фронту. По повратку са ратишта, одлучио је да се озбиљно посвети музици.
Његова дела су извођена на великим европским фестивалима, посебно 1922. године „Концерт за виолочело“ у извођењу Будимпештанске филхармоније и гудачког квартета на фестивалу у Салзбургу. Међутим, пошто није зарађивао довољно да би живео од компоновања, од 1920. до 1927. је радио као службеник банке, свирао на плесним вечерима и дириговао је џез оркестром. Прекретница у његовом животу је била 1927. година, када је написао музику за неми филм „Жена са Истока“. Исте године је постао главни диригент будимпештског престочниког оперетског театра. Тамо је представио и своју прву оперету „Викторија и њен хусар“, која је премијерно изведена 21. фебруара 1930 у Будимпешти.
Са растом своје популарности у Немачкој преселио се 1930. у Берлин. У Немачкој је претходно стекао популарност са музичком композицијом за песму, која је снимљена у филмском студију УФА, за филм „Мелодија срца“, у извођењу Вилија Фрича (1929). Септембра 1930. у „Метропол театару“ у Берлину је са великим успехом приказана његова оперета „Викторија и њен хусар“. Године 1931. године је премијерно приказана оперета „Цвет Хаваја“, а децембра 1932. у Берлину је премијерно приказан и „Бал у Савоју“, његова најпознатија оперета, која је пунила сале у Берлину и Дрездену.
Заједно са Францом Лехаром и Јоханом Штраусом Млађем налазио се међу најзначајнијим композиторима оперете у Европи. У том периоду је радио веома интензивно, писао је музику за позориште, филмове, организовао је свој оркестар. Због великог успеха у компоновању музике за филм, око њега су се борили немачки, француски, аустријски и британски филмске компаније. 
Кад је Хитлер преузео власт у Немачкој (1933), његова музика, на њему својствен начин инспирисана на америчком џезу, коју су нацисти сматрали црначком музиком, па је због тога убрзо скинута са репертоара, а он је емигрирао у Беч. Пре одласка, свом кућепазитељу је оставио око 200 необјављених мелодија на чување, али их је овај, временом продао аријевским композиторима.
У Бечу где написао три оперете, које нису имале толико успеха. 1938. након што је Хитлер анектирао Аустрију, вратио се у Будимпешту. До почетка Другог светског рата компоновао је у Будимпешти неколико оперета, које данас нису познате.
Као и друге јеврејске породице и његова породица је страдала у Другом светском рату. По усвајању Другог јеврејског закона 1939. био је принуђен да бежи из Будимпеште у Париз. Његова жена, Сара (мађ. Sári рођена  Feszélyi) (1895—1975), по националности Мађарица је одбила да са њим напусти земљу. У Паризу, где је боравио од фебруара 1939. је годину и по дана живео веома тешко, пошто више нико није био заинтересован за музику. Након што је Немачка окупирала Француску, пребегао је лета 1940. у Казабланку (Мароко), а затим је емигрирао у Америку, најпре у августу 1940, у Хавану (Куба), а одмах затим даље у Њујорк.
У Њујорку се бавио успутним пословима, није успео да обнови предратну славу и постао је психички болестан, али није имао новца за лечење. Почетком 1946. са дијагнозом прогресивна парализа, као последица позне фазе сифилиса, је смештен у психијатријску болницу у Бруклину. У међувремену на немачкој, мађарској и аустријској сцени су се појавиле нове адаптације филмова за које је он писао музику, о чему ништа није знао, пошто се као тешко оболео, није сећао ни свог имена, док је публика веровала да је он већ одавно мртав.
Америчка влада га је случајно пронашла, пошто је за време пада америчке привреде, одлучила да из земље протера имигранте који су за државу представљале терет. Пошто је у САД ушао са визом за посетиоце, која му је одавно истекла, 1956. је био принуђен да напусти земљу. У Немачкој је тада формиран посебан одбор, који је уз помоћ немачке владе прикупио средства за његов повратак.
Вратио се у Немачку, где је, остарео и оболеo, живео у једном санаторијуму у Хамбургу. Од немачке владе добијао је пензију, а ускоро је на његов рачун почео да пристиже и новац од ауторских права на његова дела, тако да је поново постао богат. Међутим, како је због болести постао неурачунљив, његовим новцем је располагала здравствена установа у којој је био смештен, а нешто касније из Мађарске се у Хамбург се преселила и његова жена, коју није видео 17 година, као једина наследница. Наставили су да живе заједно у приватној кући у Хамбургу.
Умро је 6. маја 1960. од последица једне операције меланома на колену. Сахрањен је у алеји великана на гробљу у Хамбургу.
У Апатину је као једина успомена сачуван клавир за који се претпоставља да је припадао Палу Абрахаму и налази се у Музичкој школи, која носи име његовог нећака. У Апатину је очувана и његова родна кућа.